# جبرائيل مطران البصرة
جبرائيل مطران البصرة (توفي حوالي 884–893) كان أسقفًا لكنيسة المشرق.

## سيرة شخصية
لا يُعرف سوى القليل عن حياة جبرائيل بخلاف أنه كان مطرانًا للبصرة عامي 884 و893.
وفي وقتٍ ما في الربع الأخير من القرن 9، قام بتجميع أول مجموعة من القوانين الكنسية في تاريخ كنيسة المشرق. لم يتبق سوى أجزاء من النص السرياني الأصلي، ولكن يمكن إعادة بناء العمل إلى حد كبير بسبب اقتباساته واستشهاداته الواسعة في المجموعة العربية فقه النصرانية لأبو الفرج ابن الطيب (القرن 11) والنومكانون السرياني عبديشوع الصوباوي (القرن 14).
تم تنظيم قانون جبرائيل في شكل أسئلة وأجوبة، على الرغم من أن هذه أداة رسمية بحتة لتقديم الاقتباسات من مصادره. فقط في القسم الخاص بالشعيرة الدينية تكون الأسئلة حقيقية والإجابات ربما تكون من عمل جبرائيل الأصلي. غالبًا ما تكون اقتباسات جبرائيل مختصرة وليست دائمًا كلمة بكلمة. وينقسم العمل ككل إلى قسمين. الأول يتعلق بقانون الزواج وقانون الوراثة من بين مواضيع أخرى تتعلق بالمسيحيين في العالم. وقد وردت مصادره في " الآباء والكاثوليكيين والمتروبوليتين وأباطرة اليونان".  من بين 48 سؤالًا في هذا الجزء، لم يبق سوى آخر 28 سؤالًا في شكلها الأصلي. أما الجزء الثاني فيتعلق بالليتورجيا ومؤسسات الكنيسة من أديرة ومستشفيات ومدارس. أحد الأسئلة الأكثر إثارة للاهتمام يتعلق بمنظمات الحرفيين، والتي تتضمن بعض المصطلحات العربية. مصادره في هذا الجزء هي "القوانين المجمعية للآباء الغربيين والشرقيين"، ويقصد بها مجامع الكنيسة الرومانية وكنيسة المشرق.  فقط أجزاء من الجزء الثاني بقيت في شكلها الأصلي. 
من بين مصادر جبرائيل التي يمكن التعرف عليها، هناك 73 قانونًا مزورة منسوبة إلى ماروثا ميفارقات، وكتاب القانون السرياني الروماني، والمجمع الشرقي، ورسالة من الكاثوليكي طيموثاوس الأول ورسالة من الكاثوليكي إيشو بار نون كما استخدم الكتابات الفقهية لعلماء السريان الشرقيين مثل إيشعبخت وشمعون القس أردشير وعبديشوع بار بهريز.